# Kevin Tucker
Kevin Tucker, född 1980 i Cincinnati, är en amerikansk aktivist och författare av civilisationskritik med en anarko-primitivistisk analys. Han är redaktör för tidskriften Species Traitor och medverkar flitigt i tidskriften Green Anarchy.